# Tiroglobulina

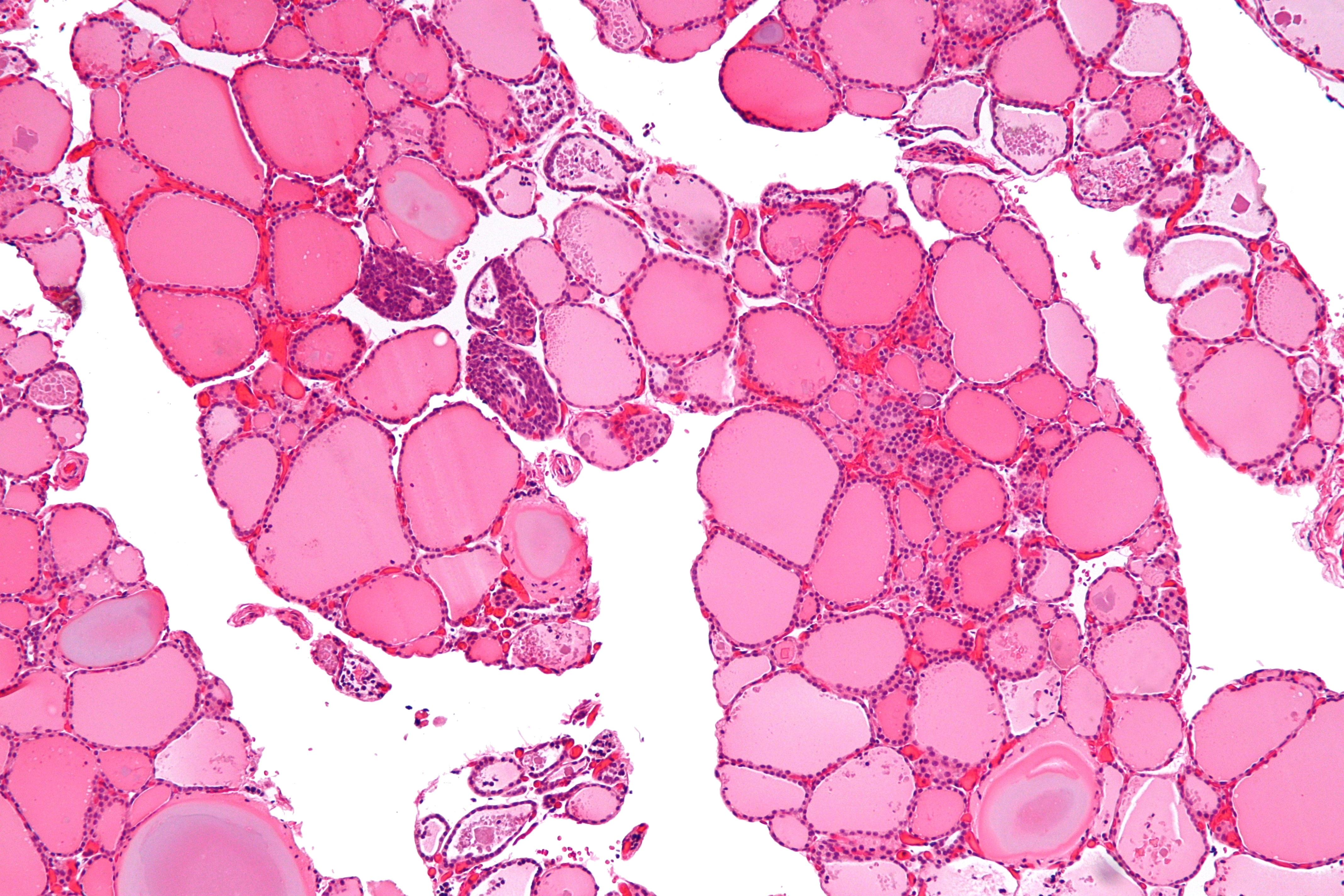
Coloides de tiroglobulina (rosa claro), cercada por células foliculares (roxas) vistos em microscópio óptico. Tinção H-E.

Tiroglobulina ou tireoglobulina é uma proteína dimérica produzida pelas células foliculares e utilizada na totalidade dentro da glândula tireoide. Formam coloides no centro dos folículos da tireoide. É usado na produção de tri-iodotironina (T3) e tetraiodotironina (T4).
A tireoglobulina não deve ser confundida com a globulina transportadora de tiroxina, uma proteína transportadora responsável, como o nome diz, pelo transporte dos hormônios da tireoide no sangue.

## Patologias
Produzir anticorpos anti-tiroglobulina causa tireoidite autoimune. Níveis de tiroglobulina podem ser usados para identificar doenças como hipotiroidismo, hipertiroidismo, tumor da tireóide, Doença de Graves e bócio.